# مجموعة أجو
مجموعة أجو (بالإنجليزية: Aju Group) هو تكتل شركات كوري جنوبي، وتقدم خدمات صناعات كيميائية، لوجستية، مالية، فندقية وتاجير المنتجات.

## روابط خارجية
- الموقع الرسمي